# Isola di Isačenko
L'isola di Isačenko (in russo Остров Исаченко, ostrov Isačenko) è un'isola russa bagnata dal mare di Kara e fa parte delle isole di Sergej Kirov.
Amministrativamente appartiene al distretto di Tajmyr del Territorio di Krasnojarsk, nel Distretto Federale Siberiano.

## Geografia
L'isola è situata nella parte sud-orientale del mare di Kara e nella parte centro-occidentale del gruppo delle isole di Sergej Kirov; si trova circa 152 km a nord della costa continentale siberiana. Fa parte della Riserva naturale del Grande Artico.
L'isola ha una forma ovale che si estende da sud-ovest a nord-est con una lunghezza di 19,2 km e una larghezza massima nella parte centrale di 11,8 km. La superficie è di 180,6 km² e lo sviluppo costiero è di 75,1 km.

A sud e a nord-est si aprono due baie lunghe 5–6 km con una profondità massima di 4 m. Le zone settentrionali e meridionali sono composte da arenaria e ciottoli, con coste piatte. A ovest e a est, invece, le coste sono ripide e si innalzano in scogliere che vanno dai 6 m agli 11 m. Nella parte centro-meridionale si trova un costone roccioso che raggiunge i 57 m s.l.m., che è sia il punto più alto dell'isola che quello dell'intero gruppo delle Kirov. Da qui e da un altro costone più a nord, partono numerosi torrenti stagionali. Sono presenti anche 8 laghetti, tutti situati lungo le coste in zone sabbiose.

Nel nord dell'isola c'è un punto di rilevamento astronomico; sulla costa orientale c'è la stazione polare Sergej Kirov, qui fondata nel 1953.

### Flora e fauna
Il territorio è coperto da vegetazione tipica della tundra, ovvero da muschi e licheni. La fauna è composta da orsi polari, volpi artiche, lemming e renne; sul vicino isolotto di Zabytyj, lungo 1,6 km, è presente una colonia di trichechi.

## Storia
L'isola fu scoperta il 22 agosto 1930 da Otto Schmidt e Vladimir Jul'evič Vize durante la spedizione sul rompighiaccio "G. Sedov". Il nome dell'isola fu dedicato al microbiologo, botanico e accademico sovietico Boris Lavrent'evič Isačenko.

## Isole adiacenti
- Isola Južnyj, (остров Южный, ostrov Južnyj), a sud-sud-est insieme ad un altro isolotto senza nome.
- Isola Severnyj (остров Северный, ostrov Severnyj), 22 km a nord-est.
- Isola Složnyj (остров Сложный, ostrov Složnyj), 5,8 km a sud-ovest.
- Isola Srednij, (остров Средний, ostrov Srednij), 9,5 km a sud-est.
- Isola Zabytyj (остров Забытый ostrov Zabytyj), 2 km a nord-est.